# Hōjō Ujiyasu

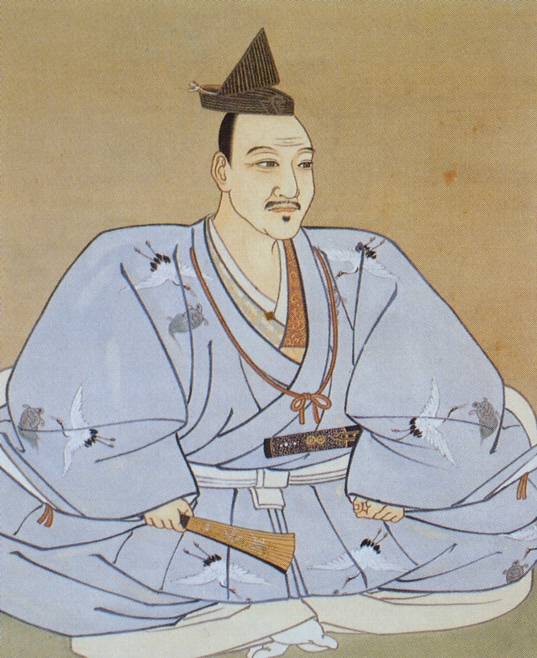
Porträt von Hōjō Ujiyasu

Hōjō Ujiyasu (jap. 北条 氏康; * 1515; † 21. Oktober 1571 in Odawara) war ein Daimyō in der Provinz Sagami in der Sengoku-Zeit.
Ujiyasu war der Sohn und Nachfolger von Hōjō Ujitsuna und Enkel von Hōjō Sōun (1432–1519).
Er übernahm die Führung der Hōjō nach dem Tod seines Vaters im Jahr 1541. Im Jahr 1545 siegte er mit seinem Heer in der Belagerung von Kawagoe gegen den Uesugi-Klan. Die Schlacht gilt als eines der bemerkenswertesten Beispiele für eine nächtliche Kampfführung in der Epoche der Samurai.
Es folgte eine lange Feindschaft mit den Uesugi, die zur zweiten Schlacht von Kōnodai (1564) führte, die Ujiyasu zwar gewann, danach aber von weiteren Versuchen seinen Machtbereich auszudehnen, absah.
Ujiyasu führte auch umfangreiche administrative Reformen durch, zum Beispiel durch eine Überarbeitung des Kandaka-Steuersystems im Jahr 1550.
Er kämpfte als Verbündeter der Imagawa, sowohl unter Imagawa Yoshimoto als auch Imagawa Ujizane; und mal als Gegner, mal Unterstützer
mit den Takeda unter Takeda Shingen. Sein Sohn war einer der letzten großen Gegner Oda Nobunagas bei der Einigung Japans.

## Quelle und Weblink
- Samurai Archives
- Stephen Turnbull: War in Japan: 1467-1615. Osprey Publishing, Oxford 2002.

| Personendaten    | Personendaten           |
| ---------------- | ----------------------- |
| NAME             | Hōjō, Ujiyasu           |
| ALTERNATIVNAMEN  | 北条 氏康 (japanisch)   |
| KURZBESCHREIBUNG | Daimyō der Sengoku-Zeit |
| GEBURTSDATUM     | 1515                    |
| STERBEDATUM      | 21. Oktober 1571        |
| STERBEORT        | Odawara                 |